# Katsuyuki Konishi

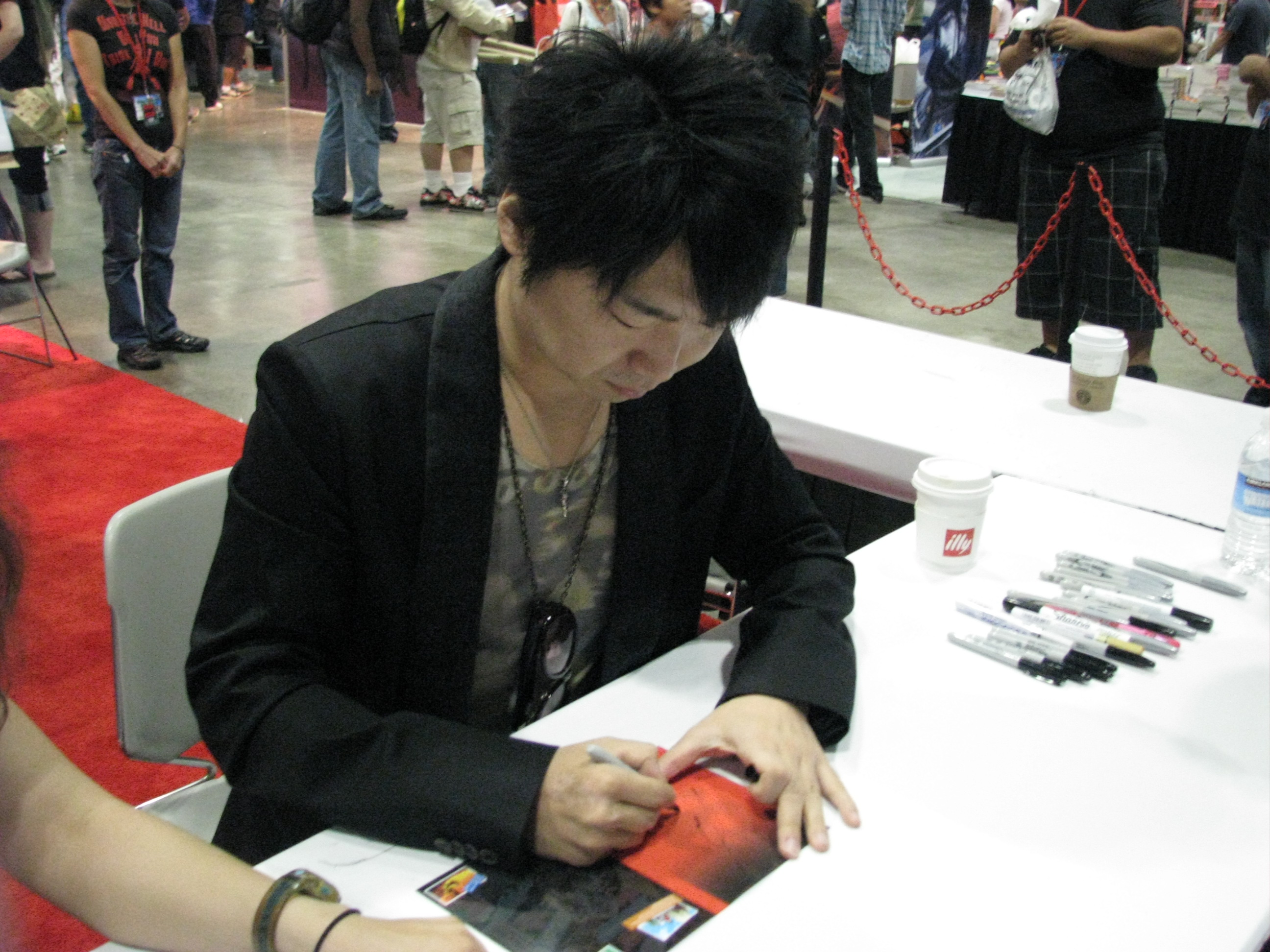
Katsuyuki Konishi, 2010

Katsuyuki Konishi (jap. 小西 克幸, Konishi Katsuyuki, * 21. April 1973 in Wakayama, Präfektur Wakayama) ist ein japanischer Synchronsprecher (Seiyū). Er gehört der Agentur Ken Production an und ist Mitglied in Tomokazu Sekis Schauspielertruppe Herohero Q Company (ヘロヘロQカムパニー).
Zu seinen bekanntesten Rollen gehören Kyōshirō Mibu aus Samurai Deeper Kyo, Kamina aus Tengen Toppa Gurren-Lagann, Amidamaru aus  Shaman King, Haji aus Blood+ und Ren Tsuruga aus Skip Beat!.

## Rollen (Auswahl)
| - Ab sofort Dämonenkönig! (Shōri Shibuya) - Arte (Leo) - Ayashi no Ceres (Tōya) - Bamboo Blade (Toraji Ishida) - Beelzebub (Tatsumi Oga) - Blade of the Immortal (Eikū Shizuma) - Bleach (Keigo Asano, Shūhei Hisagi) - Blood+ (Haji) - D.Gray-man (Komui Lee) - D-Frag! (Kenji Kazama) - Demon Slayer (Uzui Tengen) - Diabolik Lovers (Reiji Sakamaki) - Fairy Tail (Laxus Dreyar) - Full Metal Panic! (Satoru Shirai) - Gakuen Heaven: Boy’s Love Hyper! (Tetsuwa Niwa) - Ge Ge Ge no Kitarō (Azuki-arai, Dracula der 3., Kasa-Bake, Shu no bon) - Gokusen (Shinohara) - Helck (Helck) - Hetalia: Axis Powers (Amerika) - Karin (Kenta Usui) - Kidō Senshi Gundam 00 (Johann Trinity) - Kill la Kill (Tsumugu Kingagase) - Kin'iro no Corda (Shinobu Ōsaki) - Loveless (Sōbi Agatsuma) - Macross Frontier (Ozma Lee) - Monochrome Factor (Kō) - Moyashimon (Kaoru Misato) - Overtake! (Kōya Madoka) - Pokémon Diamond und Pearl (Takeshi’s Gregguru) - Samurai Deeper Kyo (Kyōshirō Mibu) - Sekaiichi Hatsukoi (Masamune Takano) - Scrapped Princess (Furet) - Shakugan no Shana (Shiro) - Shaman King (Amidamaru) - Shinkyoku Sōkai Polyphonica (Psyche Renbart) - Skip Beat! (Ren Tsuruga) - Die Tagebücher der Apothekerin (Gaoshun) - Tengen Toppa Gurren-Lagann (Kamina) - Tokyo Ghoul (Kōtarō Amon) - Transformer: Superlink (Grand Convoy) - Tytania (Fan Hulic) | - Diabolik Lovers (Reiji Sakamaki) - Gakuen-Heaven-Reihe (Tetsuwa Niwa) - Kin'iro no Corda (Shinobu Ōsaki) - The King of Fighters (Maxima) - Midnight Cinderella (Xeno Gerald, Byron Wagner) - Samurai-Warriors-Reihe (Toshiie Maeda, Naomasa Ii) - Tales of Symphonia (Lloyd Irving) - Final Fantasy XIV: Stormblood (Hien) - Honkai Star Rail (Boothill) - The Fast and the Furious: Tokyo Drift (Sean Boswell, als Stimme von Lucas Black) - Meteor Garden (Dao Ming Si, als Stimme von Jerry Yan) - Speed Racer (Rex) |